# 邓小虹
邓小虹（1952年2月—），女，籍贯福建福州，出生于北京，中国妇产科专家，国务院参事，国家卫生健康委员会医政医管局DRG质控中心主任，曾任北京市卫生局副局长，前人民日报社社长邓拓之女。第十二届全国政协委员。